# 難民旅行證

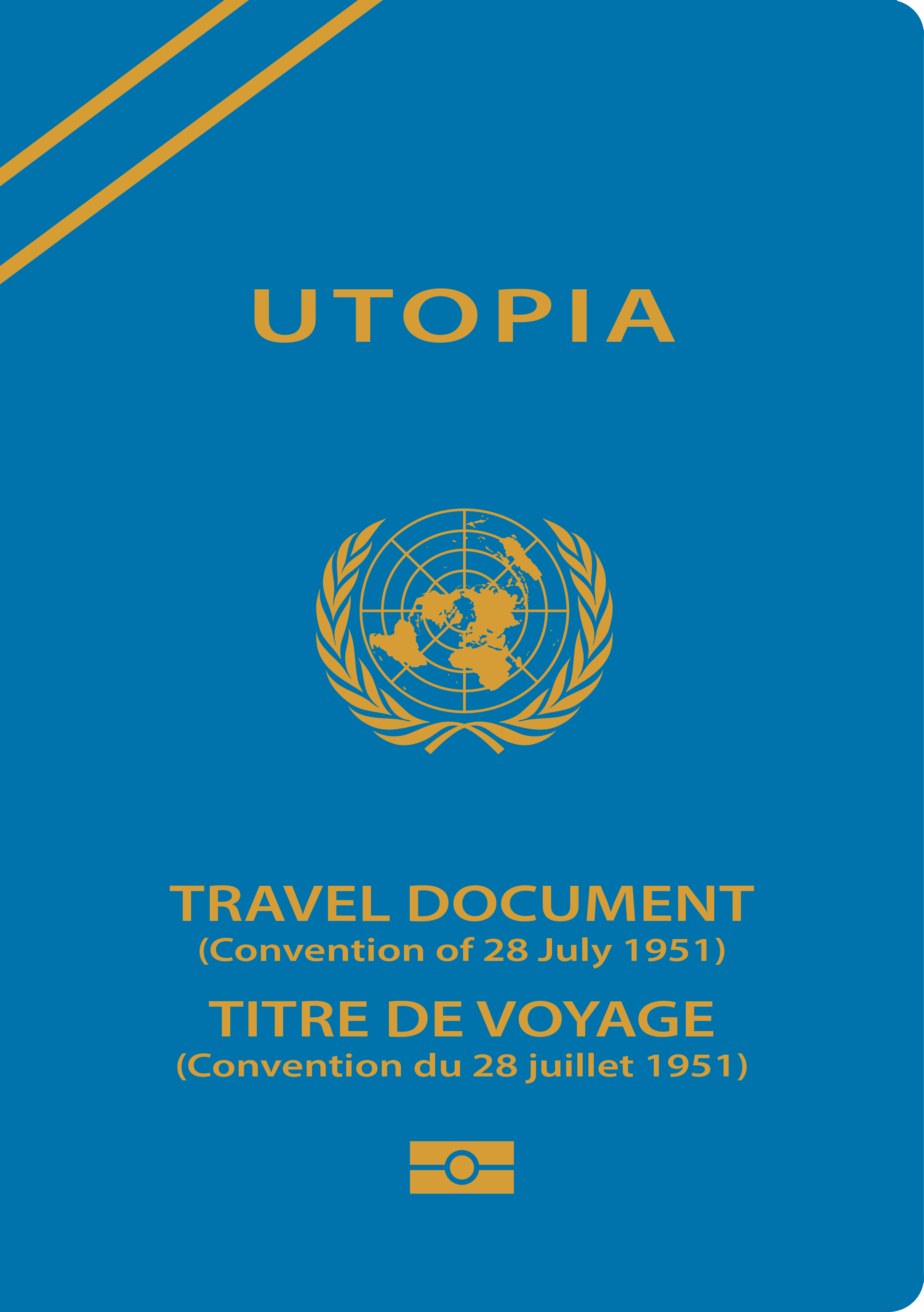
一份样本难民旅行证件

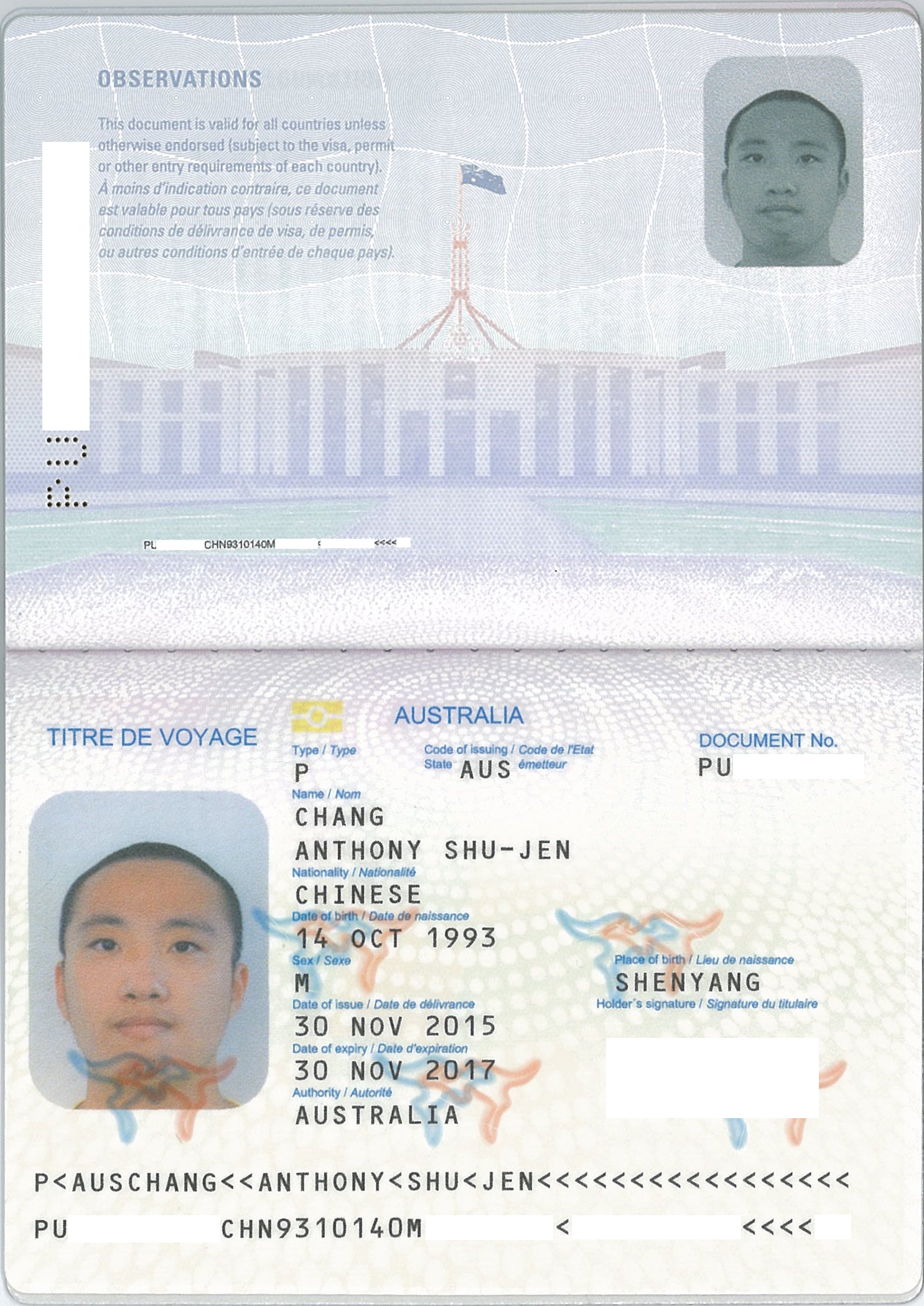
签发给中华人民共和国难民的澳大利亚难民旅行证件的生物数据页

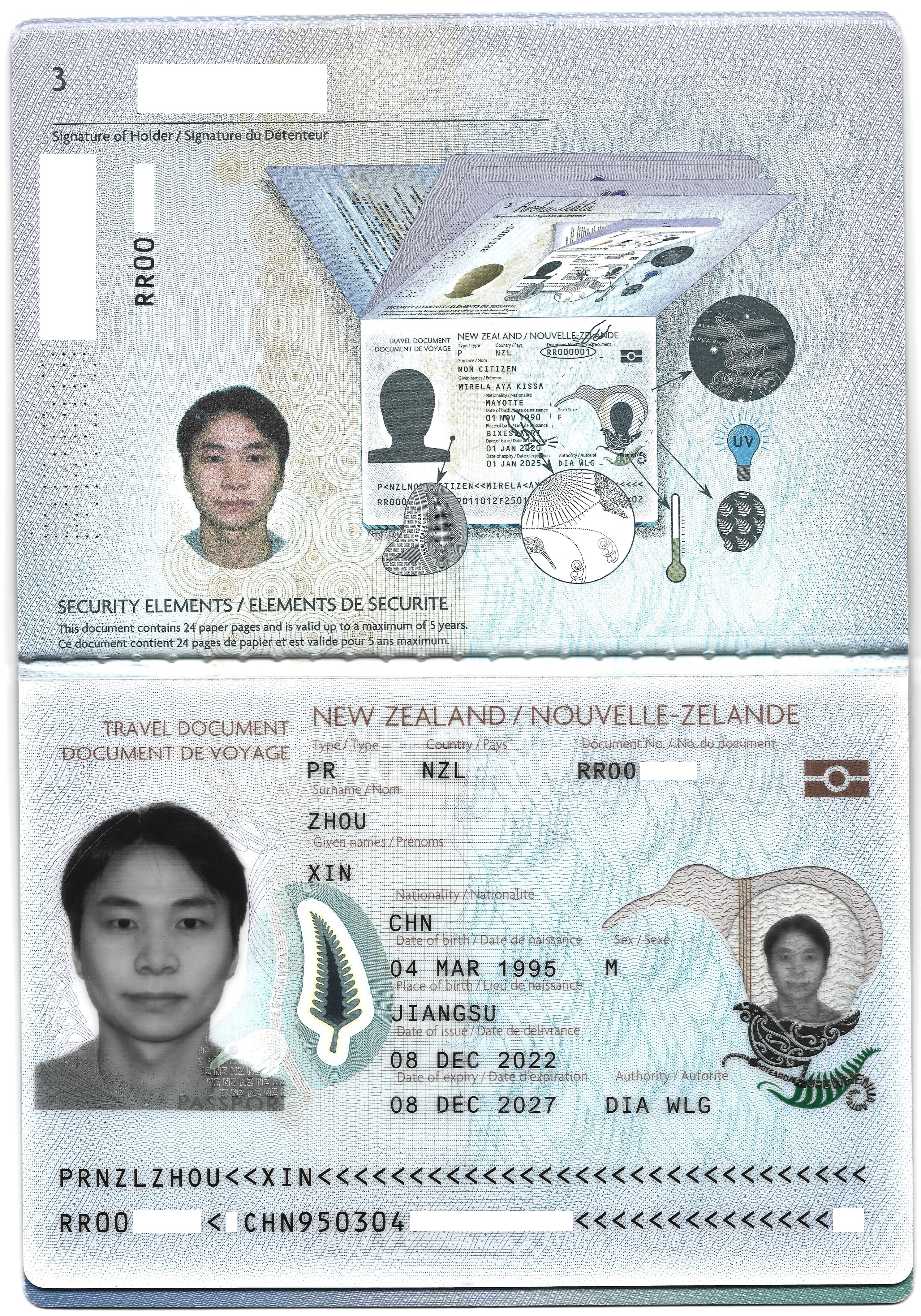
签发给中国难民的新西兰难民旅行证件的生物数据页

难民旅行证件（也称为1951年公约旅行证件或日内瓦护照）是由難民常居國政府根据有关国际公约的规定簽發給外国难民的旅行證件，允许其在该国以外旅行并返回该国。难民往往无法从其国籍所在国获得护照，因此需要旅行证件以进行国际旅行。
145个签署了《1951年关于难民地位的公约》的国家有义务向合法居住在其领土内的难民签发旅行证件。
難民旅行證是類似護照的本子。其封面上寫有英語「Travel Document」和法語「Titres de Voyage」，通常亦有簽發國所使用的語言，以及公約的簽署日期（1951年7月28日）。这些证件最初为灰色，但一些国家现在以其他颜色签发，前封面的左上角有两条对角线。持有者可享受公约签署国延伸的某些免签旅行待遇。旅行证必须有持证人签名方为有效。难民旅行证的有效地区一般为世界各国，或由发证机关视需要限定的地区；有效期由发证机关根据持证人的具体情况确定，一般为一年或两年。
持证人如欲前往发证国之外旅行，必须事先办妥前往或途经国家的签证。但是，欧洲委员会比利时、丹麦、法国、德国、冰岛、意大利、卢森堡、荷兰、挪威、瑞典、爱尔兰和瑞士根据1959年4月20日关于取消难民签证的欧洲协定的规定，同意缔约国一方境内的难民持有效难民旅行证前往缔约国另一方境内访问不超过三个月者免办签证，超过三个月或要求多次入境者仍需办理签证。
持证人如获准在第三国居留，原发证国所发的旅行证件即告失效，持证人如想再到别国旅行，必须按规定申请并领取新居留国的旅行证件。发证国一般允许持证人在旅行证的有效期内或主管机关签注的期限内无须另申请签证即可返回发证国。持证人无权享有发证国的领事保护，也不获免除遵守发证国关于外国国民居留和入出境等项规定。
持证人如果从国籍国政府取得本国护照，则所持的旅行证即告失效，并须将此证缴回原发证机关。
然而，由于难民旅行证件不是常规的国家护照，持有者有时可能会遇到一些问题，例如航空公司工作人员不熟悉此类证件。

## 签发给难民的旅行证件
- 新西兰难民旅行证件（英语：New Zealand Refugee Travel Document）
- 爱沙尼亚难民旅行证件（英语：Estonian travel document for refugees）
- 美国难民旅行证件（United States）前往德国、荷兰、比利时、克罗地亚、斯洛文尼亚、斯洛伐克、匈牙利和塞浦路斯不需要签证。[6]
- 澳大利亚公约旅行证件。此证件本身不允许持有人返回澳大利亚；为此，必须获得单独的签证。[7]
- 瑞士旅行证件（英语：Swiss Travel Document）

## 难民旅行证件与护照的区别
- 加拿大政府签发的难民旅行证件不能用于前往持证人的国籍国，[8]且其他国家签发的难民旅行证件在申请加拿大访问的电子旅行授权时不被视为有效护照。由于难民旅行证件持有者不是签发国的公民，他们在前往加拿大前可能需要申请签证。[9]
- 签发给巴勒斯坦难民的埃及旅行证件被视为不可接受的旅行证件，除非它们包含允许持证人进入埃及的入境签证。[10]

## 难民旅行证件图库

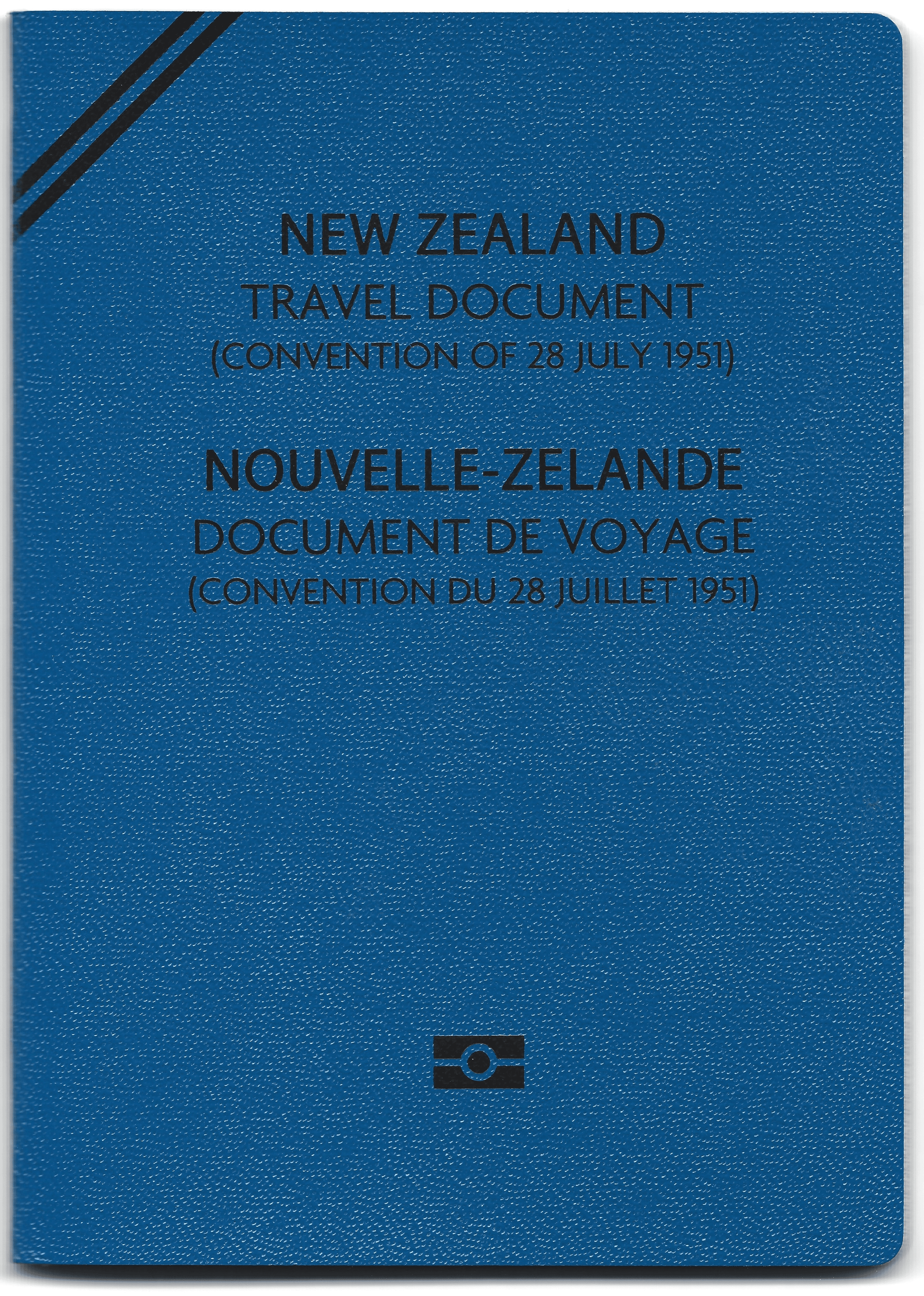
新西兰难民旅行证件
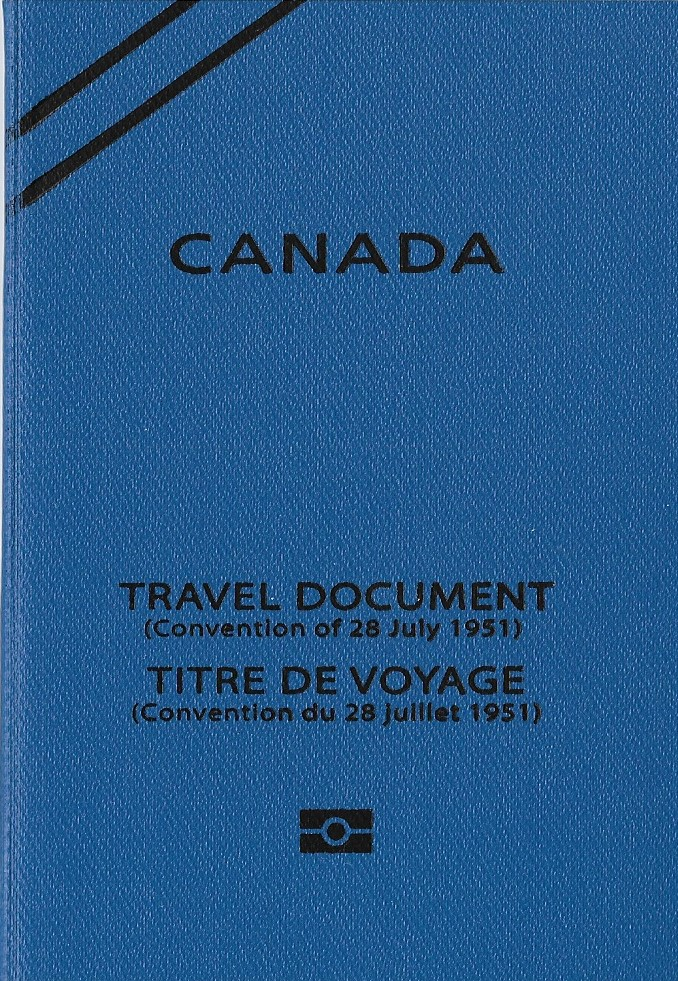
加拿大难民旅行证件
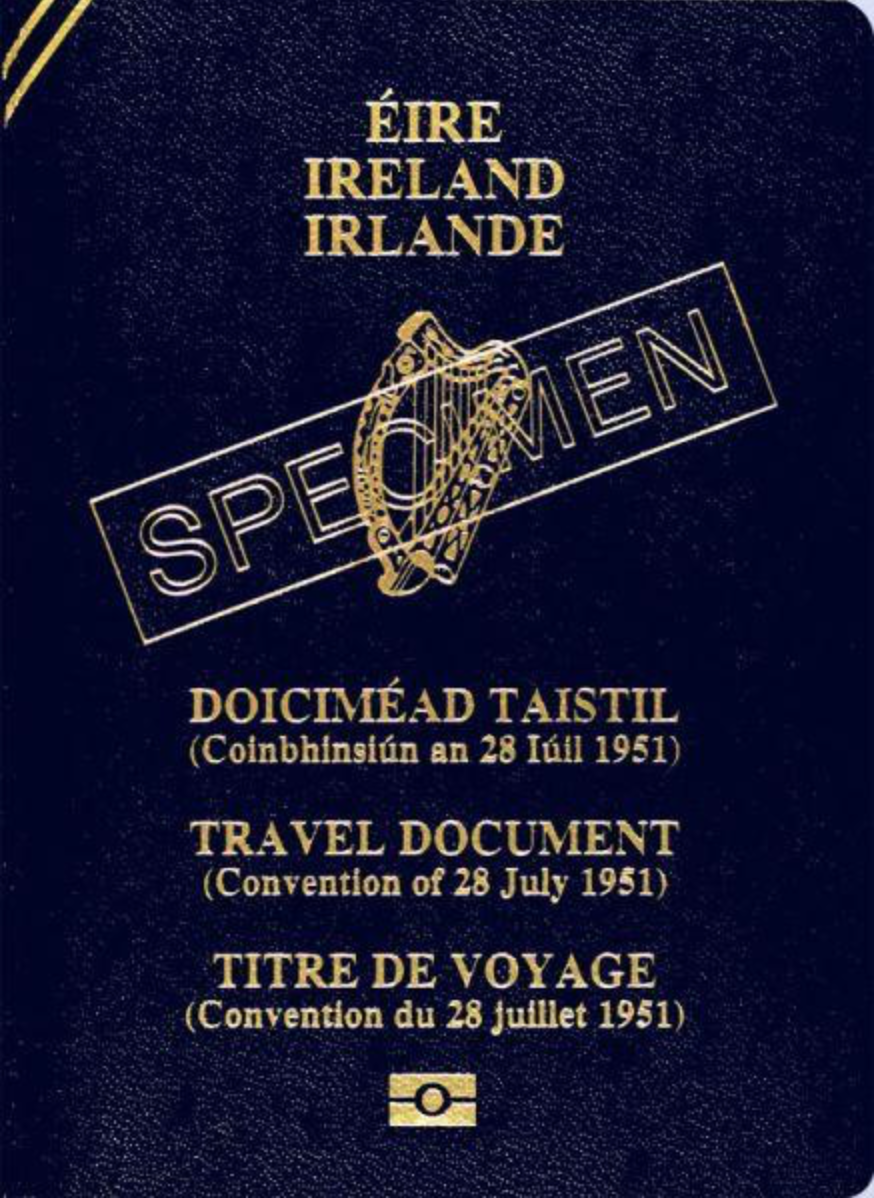
爱尔兰难民旅行证件
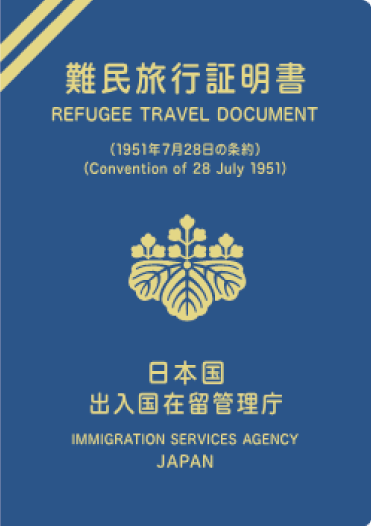
日本难民旅行证件
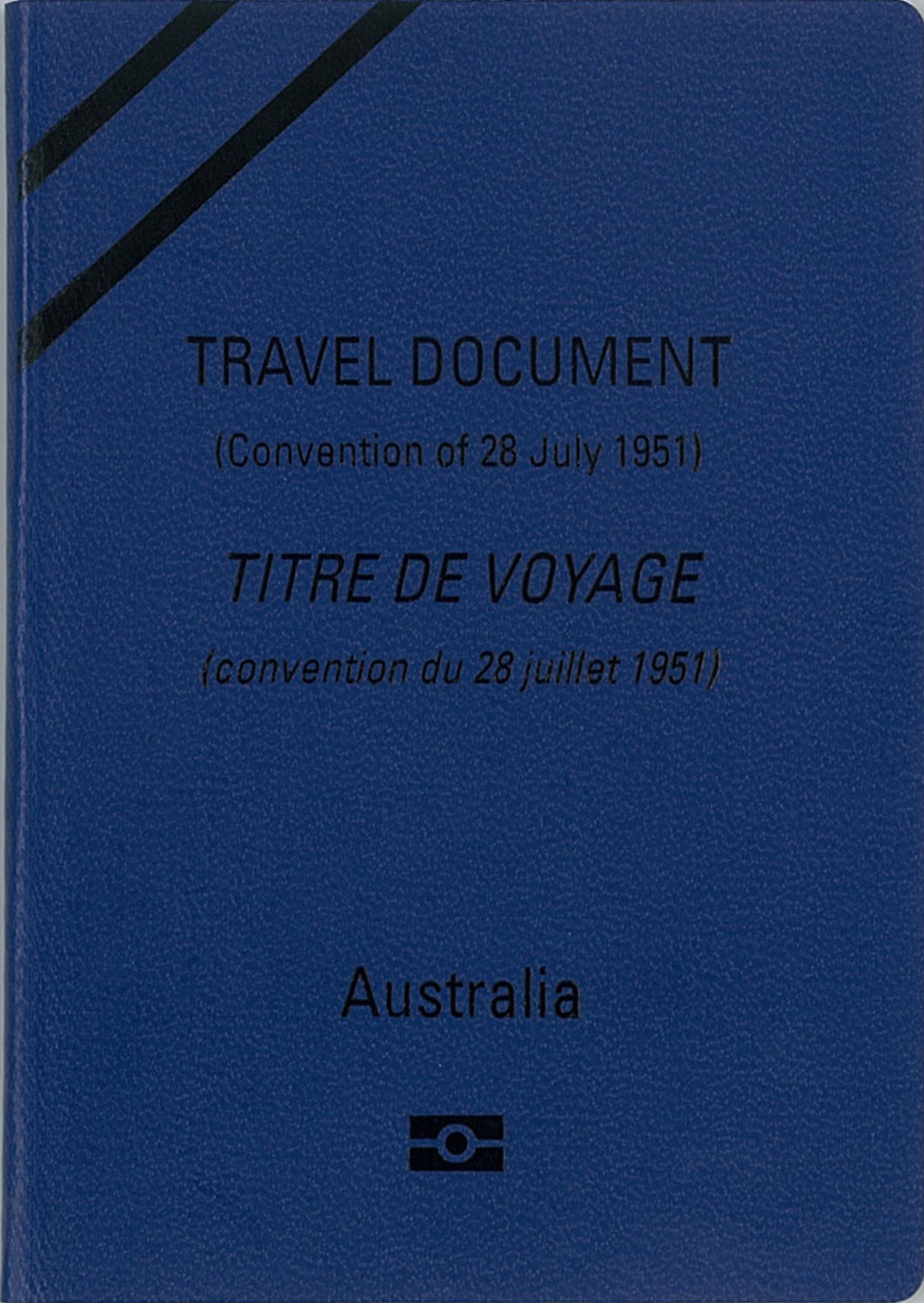
澳大利亚难民旅行证件
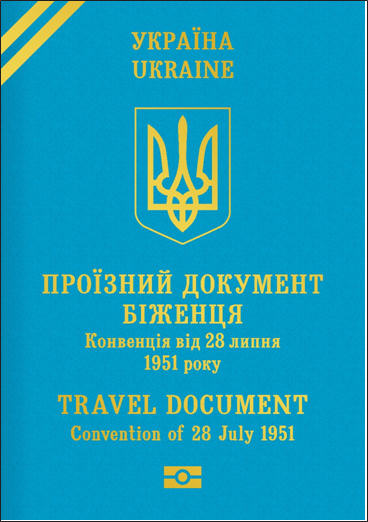
乌克兰难民旅行证件
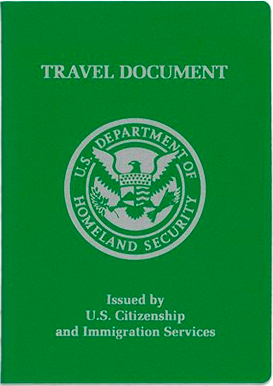
美国旅行证件（重新入境許可）
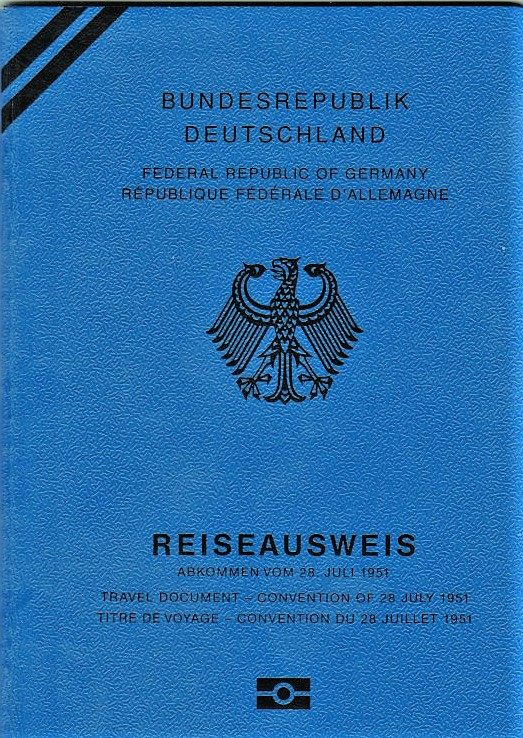
德国难民旅行证件
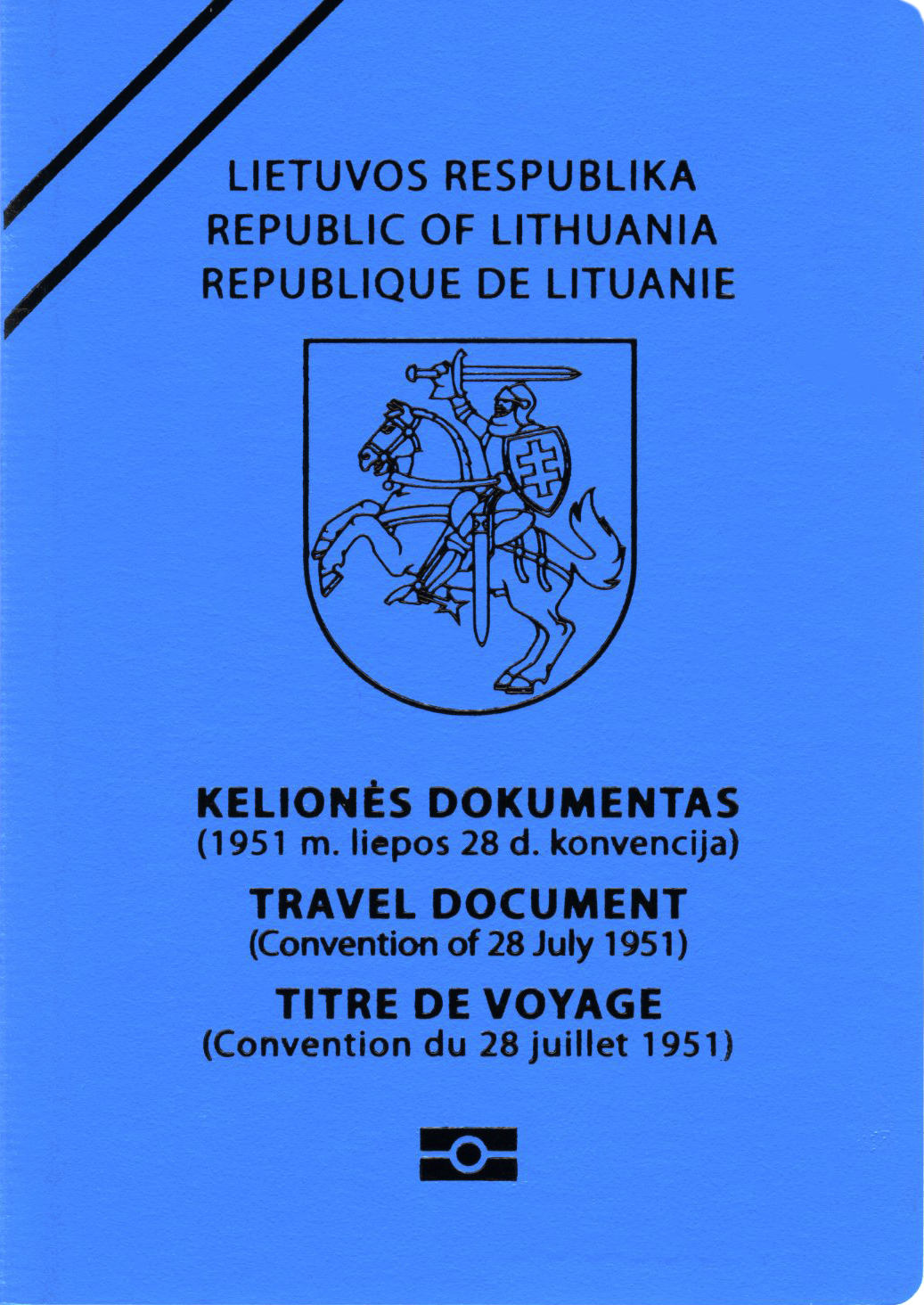
立陶宛难民旅行证件
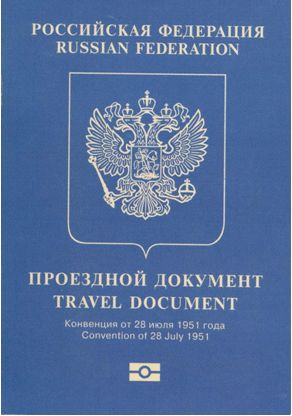
俄罗斯难民旅行证件
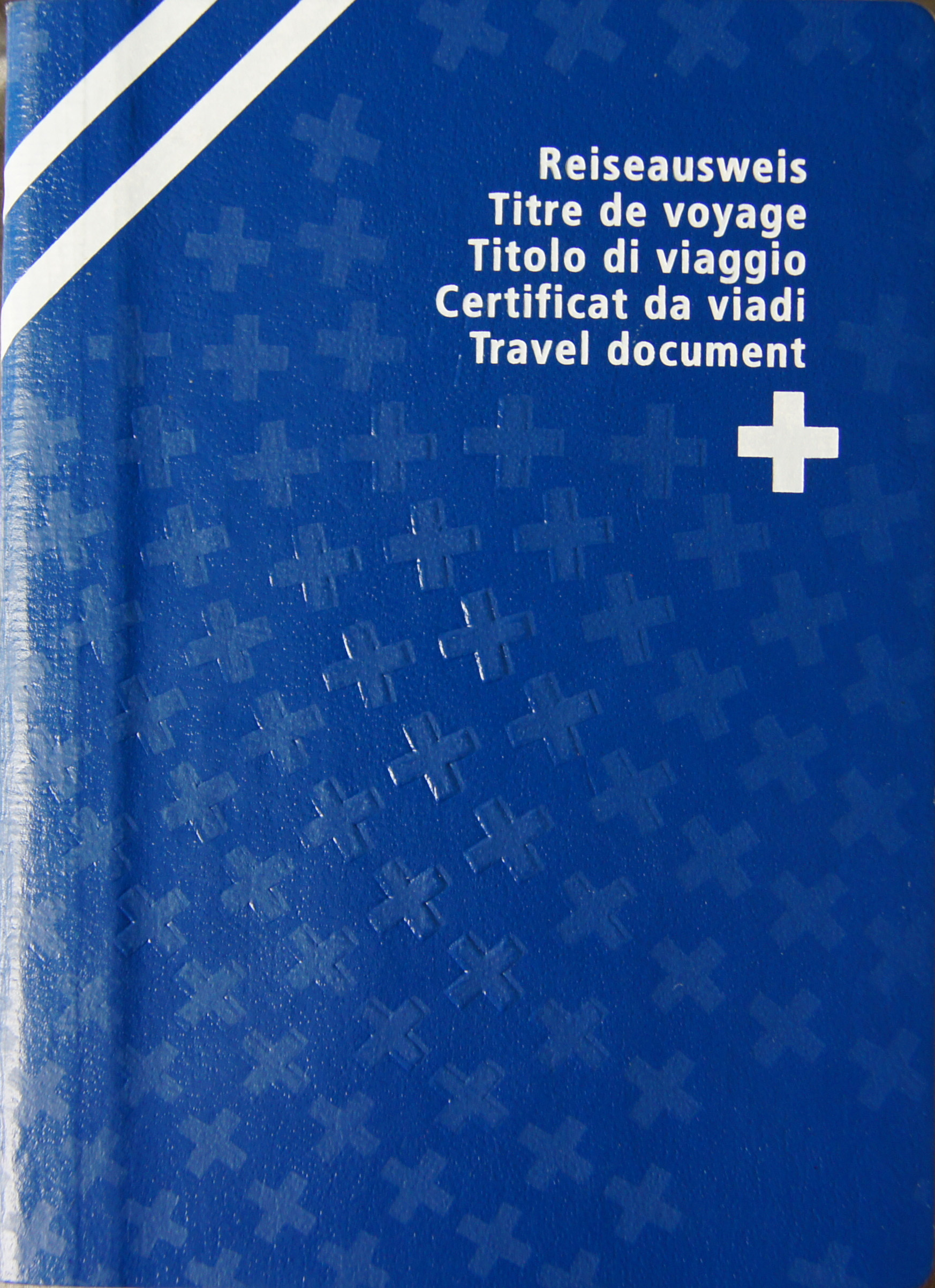
瑞士难民旅行证件
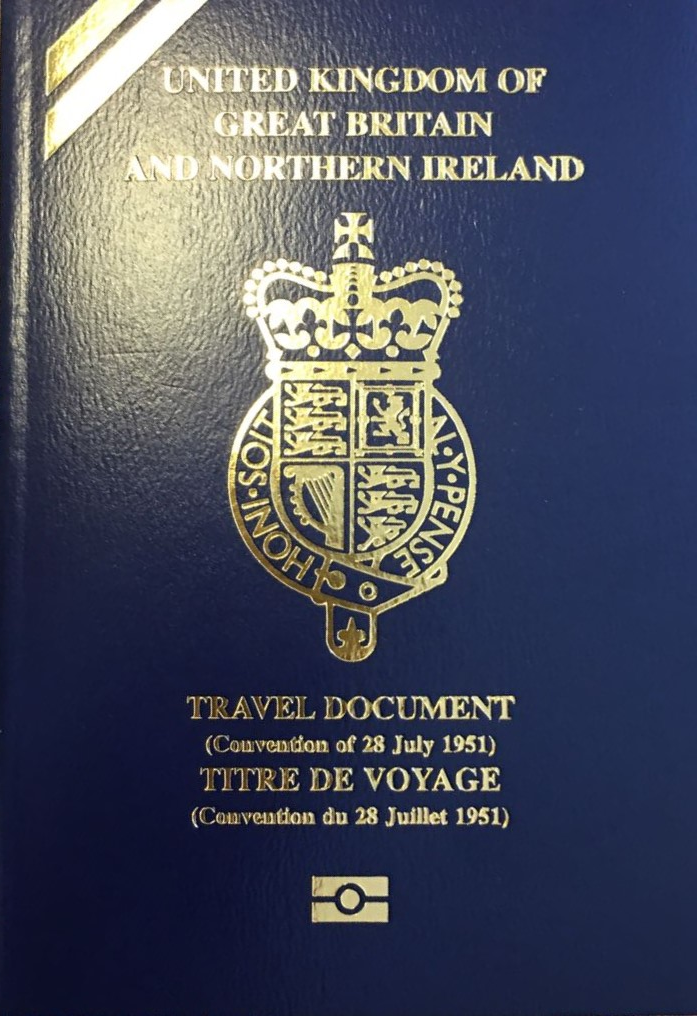
英国难民旅行证件

### 非公民的国家旅行证件
- 加拿大身份證明書（英语：Canadian Certificate of Identity）
- 日本再入國許可書（英语：Japan Re-entry Permit）
- 澳大利亚身份證明書（英语：Australian Certificate of Identity）。此证件本身不允许持有人返回澳大利亚；为此，必须获得单独的签证。[11]